# Vekerd
Vekerd is een plaats (község) en gemeente in het Hongaarse comitaat Hajdú-Bihar. Vekerd telt 154 inwoners (2001).